# Rutilia
Rutilia is een geslacht van vliegen (Brachycera) uit de familie van de sluipvliegen (Tachinidae). De wetenschappelijke naam van het geslacht is voor het eerst geldig gepubliceerd in 1830 door Robineau-Desvoidy.

## Soorten
- Rutilia agalmiodes (Enderlein, 1936)
- Rutilia albovirida (Malloch, 1929)
- Rutilia analoga (Macquart, 1851)
- Rutilia argentinifera (Bigot, 1874)
- Rutilia bisetosa (Malloch, 1936)
- Rutilia caeruleata (Enderlein, 1936)
- Rutilia caesia (Enderlein, 1930)
- Rutilia chersipho (Walker, 1849)
- Rutilia cingulata (Malloch, 1930)
- Rutilia confusa (Malloch, 1929)
- Rutilia corona (Curran, 1930)
- Rutilia cryptica (Crosskey, 1973)
- Rutilia cupreiventris (Malloch, 1936)
- Rutilia decora (Guérin-Méneville, 1843)
- Rutilia dentata (Crosskey 1973, 1874)
- Rutilia dorsomaculata (Macquart, 1851)
- Rutilia ethoda (Enderlein, 1849)
- Rutilia formosa (Robineau-Desvoidy, 1830)
- Rutilia fulviventris (Bigot, 1874)
- Rutilia goerlingiana (Enderlein, 1936)
- Rutilia hirticeps (Malloch, 1929)
- Rutilia idesa (Walker, 1849)
- Rutilia imperialis (Guérin-Méneville, 1843)
- Rutilia imperialoides (Crosskey, 1973)
- Rutilia inusta (Wiedemann, 1830)
- Rutilia lepida (Guérin-Méneville, 1843)
- Rutilia liris (Walker, 1849)
- Rutilia media (Macquart, 1846)
- Rutilia micans (Malloch, 1929)
- Rutilia minor (Macquart, 1846)
- Rutilia nigriceps (Malloch, 1929)
- Rutilia nigripes (Enderlein, 1936)
- Rutilia panthea (Walker, 1874)
- Rutilia pellucens (Macquart, 1846)
- Rutilia regalis (Guérin-Méneville, 1831)
- Rutilia retusa (Fabricius, 1775)
- Rutilia rubriceps (Macquart, 1847)
- Rutilia sabrata (Walker, 1849)
- Rutilia setosa (Malloch, 1929)
- Rutilia simplex (Malloch, 1936)
- Rutilia spinolae (Rodani, 1864)
- Rutilia splendida (Donovan, 1805)
- Rutilia subtustomentosa (Macquart, 1851)
- Rutilia transversa (Malloch, 1936)
- Rutilia viridinigra (Macquart, 1846)
- Rutilia vivipara (Fabricius, 1805)